# Euroliga femenina de waterpolo 2016-17
La Euroliga de Campeones de waterpolo de la LEN es la máxima competición europea de clubes femeninos de waterpolo. Esta es la XXX edición de la competición. El club español C.N. Sabadell es el vigente campeón de la competición.

## Resultados

### Calificación 1

#### Grupo A
| Pos. | Equipo            | Pt | P.J. | P.G. | P.E. | P.P. | G.F. | C.C. |
| ---- | ----------------- | -- | ---- | ---- | ---- | ---- | ---- | ---- |
| 1    | Dunaújvárosi FVE  | 9  | 3    | 3    | 0    | 0    | 50   | 33   |
| 2    | BVSC-Zuglo        | 6  | 3    | 2    | 0    | 1    | 26   | 23   |
| 3    | Waterpolo Messina | 3  | 3    | 1    | 0    | 2    | 41   | 38   |
| 4    | Heidelberg        | 0  | 3    | 0    | 0    | 3    | 34   | 57   |

| Fecha          | Hora  | Partido           | Partido | Partido           |
| -------------- | ----- | ----------------- | ------- | ----------------- |
| 2 de diciembre | 17:00 | Dunaújvárosi FVE  | 25-13   | Heidelberg        |
| 2 de diciembre | 18:30 | BVSC-Zuglo        | 9-6     | Waterpolo Messina |
| 3 de diciembre | 18:30 | BVSC-Zuglo        | 12-9    | Heidelberg        |
| 3 de diciembre | 20:30 | Dunaújvárosi FVE  | 17-15   | Waterpolo Messina |
| 4 de diciembre | 10:00 | Waterpolo Messina | 20-12   | Heidelberg        |
| 4 de diciembre | 11:30 | Dunaújvárosi FVE  | 8-5     | BVSC-Zuglo        |

#### Grupo B
| Pos. | Equipo           | Pt | P.J. | P.G. | P.E. | P.P. | G.F. | C.C. |
| ---- | ---------------- | -- | ---- | ---- | ---- | ---- | ---- | ---- |
| 1    | C.N. Sant Andreu | 10 | 4    | 3    | 1    | 0    | 50   | 30   |
| 2    | N.C. Vouliagmeni | 7  | 4    | 2    | 1    | 1    | 46   | 31   |
| 3    | UZSC Utrecht     | 6  | 4    | 2    | 0    | 2    | 38   | 34   |
| 4    | NO Réthymno      | 6  | 4    | 2    | 0    | 2    | 40   | 55   |
| 5    | Uerdingen        | 0  | 4    | 0    | 0    | 4    | 36   | 60   |

| Fecha          | Hora  | Partido          | Partido | Partido          |
| -------------- | ----- | ---------------- | ------- | ---------------- |
| 1 de diciembre | 19:00 | N.C. Vouliagmeni | 17-8    | NO Réthymno      |
| 1 de diciembre | 20:30 | UZSC Utrecht     | 9-11    | C.N. Sant Andreu |
| 2 de diciembre | 19:00 | N.C. Vouliagmeni | 15-7    | Uerdingen        |
| 2 de diciembre | 20:30 | UZSC Utrecht     | 15-7    | NO Réthymno      |
| 3 de diciembre | 12:30 | N.C. Vouliagmeni | 8-8     | C.N. Sant Andreu |
| 3 de diciembre | 14:00 | Uerdingen        | 14-17   | NO Réthymno      |
| 3 de diciembre | 20:00 | UZSC Utrecht     | 8-6     | N.C. Vouliagmeni |
| 3 de diciembre | 21:30 | Uerdingen        | 9-16    | C.N. Sant Andreu |
| 4 de diciembre | 12:30 | C.N. Sant Andreu | 15-4    | NO Réthymno      |
| 4 de diciembre | 14:00 | UZSC Utrecht     | 12-6    | Uerdingen        |

#### Grupo C
| Pos. | Equipo               | Pt | P.J. | P.G. | P.E. | P.P. | G.F. | C.C. |
| ---- | -------------------- | -- | ---- | ---- | ---- | ---- | ---- | ---- |
| 1    | Ugra Khanty-Mansiysk | 9  | 4    | 3    | 0    | 1    | 60   | 45   |
| 2    | ZVL Leiden           | 9  | 4    | 3    | 0    | 1    | 55   | 42   |
| 3    | RN Bogliasco         | 6  | 4    | 2    | 0    | 2    | 56   | 38   |
| 4    | Donk Gouda           | 6  | 4    | 2    | 0    | 2    | 58   | 48   |
| 5    | CF Portuense         | 0  | 4    | 0    | 0    | 4    | 25   | 81   |

| Fecha          | Hora  | Partido              | Partido | Partido              |
| -------------- | ----- | -------------------- | ------- | -------------------- |
| 1 de diciembre | 17:00 | Donk Gouda           | 11-12   | RN Bogliasco         |
| 1 de diciembre | 18:45 | CF Portuense         | 7-16    | ZVL Leiden           |
| 2 de diciembre | 17:00 | RN Bogliasco         | 11-13   | Ugra Khanty-Mansiysk |
| 2 de diciembre | 18:45 | CF Portuense         | 5-20    | Donk Gouda           |
| 3 de diciembre | 10:00 | RN Bogliasco         | 10-11   | ZVL Leiden           |
| 3 de diciembre | 11:45 | Donk Gouda           | 15-12   | Ugra Khanty-Mansiysk |
| 3 de diciembre | 18:00 | Ugra Khanty-Mansiysk | 13-9    | ZVL Leiden           |
| 3 de diciembre | 19:45 | CF Portuense         | 3-23    | RN Bogliasco         |
| 4 de diciembre | 10:00 | Donk Gouda           | 12-19   | ZVL Leiden           |
| 4 de diciembre | 11:45 | CF Portuense         | 10-22   | Ugra Khanty-Mansiysk |

#### Grupo D
| Pos. | Equipo    | Pt | P.J. | P.G. | P.E. | P.P. | G.F. | C.C. |
| ---- | --------- | -- | ---- | ---- | ---- | ---- | ---- | ---- |
| 1    | Padova    | 9  | 3    | 3    | 0    | 0    | 48   | 14   |
| 2    | CN Mataró | 6  | 3    | 2    | 0    | 1    | 36   | 21   |
| 3    | Lille UC  | 3  | 3    | 1    | 0    | 2    | 27   | 36   |
| 4    | Otter     | 0  | 3    | 0    | 0    | 3    | 17   | 57   |

| Fecha          | Hora  | Partido   | Partido | Partido   |
| -------------- | ----- | --------- | ------- | --------- |
| 2 de diciembre | 18:00 | Lille UC  | 5-13    | CN Mataró |
| 2 de diciembre | 20:00 | Padova    | 23-3    | Otter     |
| 3 de diciembre | 17:00 | Otter     | 8-16    | Lille UC  |
| 3 de diciembre | 19:00 | Padova    | 10-5    | CN Mataró |
| 4 de diciembre | 10:00 | CN Mataró | 18-6    | Otter     |
| 4 de diciembre | 12:00 | Padova    | 15-6    | Lille UC  |

### Ronda preliminar

#### Grupo A
- Los partidos del Grupo A se juegan en Sabadell.

| Pos. | Equipo               | Pt | P.J. | P.G. | P.E. | P.P. | G.F. | C.C. |
| ---- | -------------------- | -- | ---- | ---- | ---- | ---- | ---- | ---- |
| 1    | CN Sabadell          | 9  | 3    | 3    | 0    | 0    | 43   | 19   |
| 2    | Ugra Khanty-Mansiysk | 6  | 3    | 2    | 0    | 1    | 28   | 36   |
| 3    | NC Vouliagmeni       | 3  | 3    | 1    | 0    | 2    | 29   | 28   |
| 4    | BVSC-Zuglo           | 0  | 3    | 0    | 0    | 3    | 20   | 37   |

| Fecha       | Hora  | Partido        | Partido | Partido              |
| ----------- | ----- | -------------- | ------- | -------------------- |
| 13 de enero | 19:00 | CN Sabadell    | 21-4    | Ugra Khanty-Mansiysk |
| 13 de enero | 20:45 | BVSC-Zuglo     | 6-13    | NC Vouliagmeni       |
| 14 de enero | 17:30 | NC Vouliagmeni | 8-9     | Ugra Khanty-Mansiysk |
| 14 de enero | 19:15 | CN Sabadell    | 9-7     | BVSC-Zuglo           |
| 15 de enero | 10:30 | BVSC-Zuglo     | 7-15    | Ugra Khanty-Mansiysk |
| 15 de enero | 12:15 | CN Sabadell    | 13-8    | NC Vouliagmeni       |

#### Grupo B
- Los partidos del Grupo B se juegan en Mataró.

| Pos. | Equipo           | Pt | P.J. | P.G. | P.E. | P.P. | G.F. | C.C. |
| ---- | ---------------- | -- | ---- | ---- | ---- | ---- | ---- | ---- |
| 1    | Kinef Kirishi    | 9  | 3    | 3    | 0    | 0    | 43   | 26   |
| 2    | C.N. Mataró      | 6  | 3    | 2    | 0    | 1    | 30   | 32   |
| 3    | C.N. Sant Andreu | 3  | 3    | 1    | 0    | 2    | 28   | 34   |
| 4    | RN Bogliasco     | 0  | 3    | 0    | 0    | 3    | 22   | 31   |

| Fecha       | Hora  | Partido          | Partido | Partido          |
| ----------- | ----- | ---------------- | ------- | ---------------- |
| 13 de enero | 19:30 | C.N. Mataró      | 10-8    | RN Bogliasco     |
| 13 de enero | 21:15 | C.N. Sant Andreu | 10-16   | Kinef Kirishi    |
| 14 de enero | 17:00 | Kinef Kirishi    | 12-6    | RN Bogliasco     |
| 14 de enero | 18:45 | C.N. Mataró      | 10-9    | C.N. Sant Andreu |
| 15 de enero | 11:00 | RN Bogliasco     | 8-9     | C.N. Sant Andreu |
| 15 de enero | 12:45 | C.N. Mataró      | 10-15   | Kinef Kirishi    |

#### Grupo C
- Los partidos del Grupo C se juegan en El Pireo.

| Pos. | Equipo              | Pt | P.J. | P.G. | P.E. | P.P. | G.F. | C.C. |
| ---- | ------------------- | -- | ---- | ---- | ---- | ---- | ---- | ---- |
| 1    | Olympiacos CF Pireo | 9  | 3    | 3    | 0    | 0    | 33   | 15   |
| 2    | Dunaújvárosi FVE    | 6  | 3    | 2    | 0    | 1    | 36   | 19   |
| 3    | UZSC Utrecht        | 3  | 3    | 1    | 0    | 2    | 21   | 21   |
| 4    | Lille UC            | 0  | 3    | 0    | 0    | 3    | 13   | 48   |

| Fecha       | Hora  | Partido             | Partido | Partido          |
| ----------- | ----- | ------------------- | ------- | ---------------- |
| 13 de enero | 18:00 | Olympiacos CF Pireo | 19-3    | Lille UC         |
| 13 de enero | 20:00 | Dunaújvárosi FVE    | 11-5    | UZSC Utrecht     |
| 14 de enero | 17:30 | Olympiacos CF Pireo | 8-7     | Dunaújvárosi FVE |
| 14 de enero | 19:30 | UZSC Utrecht        | 11-4    | Lille UC         |
| 15 de enero | 10:00 | Lille UC            | 6-18    | Dunaújvárosi FVE |
| 15 de enero | 12:00 | Olympiacos CF Pireo | 6-5     | UZSC Utrecht     |

#### Grupo D
- Los partidos del Grupo D se juegan en Messina.

| Pos. | Equipo            | Pt | P.J. | P.G. | P.E. | P.P. | G.F. | C.C. |
| ---- | ----------------- | -- | ---- | ---- | ---- | ---- | ---- | ---- |
| 1    | UVSE Budapest     | 9  | 3    | 3    | 0    | 0    | 35   | 23   |
| 2    | Padova            | 6  | 3    | 2    | 0    | 1    | 27   | 21   |
| 3    | Waterpolo Messina | 3  | 3    | 1    | 0    | 2    | 26   | 30   |
| 4    | ZVL Leiden        | 0  | 3    | 0    | 0    | 3    | 26   | 40   |

| Fecha       | Hora  | Partido           | Partido | Partido           |
| ----------- | ----- | ----------------- | ------- | ----------------- |
| 13 de enero | 18:00 | Waterpolo Messina | 13-9    | ZVL Leiden        |
| 13 de enero | 20:00 | Padova            | 6-8     | UVSE Budapest     |
| 14 de enero | 18:00 | Waterpolo Messina | 7-10    | Padova            |
| 14 de enero | 20:00 | UVSE Budapest     | 16-11   | ZVL Leiden        |
| 15 de enero | 10:30 | ZVL Leiden        | 6-11    | Padova            |
| 15 de enero | 12:00 | UVSE Budapest     | 11-6    | Waterpolo Messina |

### Cuartos de final
| Fecha                 | Hora        | Resultado global | Resultado global | Resultado global     | Ida   | Vuelta |
| --------------------- | ----------- | ---------------- | ---------------- | -------------------- | ----- | ------ |
| 25/02/2017 11/03/2017 | 18:15 19:00 | UVSE Budapest    | 18-21            | C.N. Mataró          | 10-9  | 8-12   |
| 24/02/2017 25/02/2017 | 14:00 14:00 | Kinef Kirishi    | 34-15            | Ugra Khanty-Mansiysk | 21-6  | 13-9   |
| 25/02/2017 11/03/2017 | 19:00 18:00 | Padova           | 20-21            | Olympiacos CF Pireo  | 10-10 | 10-11  |
| 25/02/2017 11/03/2017 | 17:00 12:00 | Dunaújvárosi FVE | 20-31            | CN Sabadell          | 9-12  | 11-19  |

### Semifinales
| Fecha      | Hora  | Partido       | Partido | Partido     |
| ---------- | ----- | ------------- | ------- | ----------- |
| 28/04/2017 | 18:00 | Kinef Kirishi | 11-8    | C.N. Mataró |

| Fecha      | Hora  | Partido     | Partido | Partido             |
| ---------- | ----- | ----------- | ------- | ------------------- |
| 28/04/2017 | 19:30 | CN Sabadell | 9-11    | Olympiacos CF Pireo |

### Final y tercer puesto
Partido por el bronce
| Fecha      | Hora  | Partido     | Partido | Partido     |
| ---------- | ----- | ----------- | ------- | ----------- |
| 29/04/2017 | 16:30 | CN Sabadell | 7-5     | C.N. Mataró |

Final
| Fecha      | Hora  | Partido             | Partido | Partido       |
| ---------- | ----- | ------------------- | ------- | ------------- |
| 29/04/2017 | 18:00 | Olympiacos CF Pireo | 6-7     | Kinef Kirishi |

| Bandera de Rusia          |
| Kinef Kirishi 1.er título |